# Hida-Kisogawa-Quasi-Nationalpark
Der Hida-Kiso-gawa-Quasi-Nationalpark (japanisch 飛騨木曽川国定公園 Hida kisogawa kokutei kōen) ist einer von über 50 Quasi-Nationalparks in Japan. Die Präfekturen Gifu und Aichi sind für die Verwaltung des Parks zuständig. Mit der IUCN-Kategorie V ist das Parkgebiet als Geschützte Landschaft/Geschütztes Marines Gebiet klassifiziert. Das Parkgebiet erstreckt sich über eine Fläche von ca. 180 km² und konzentriert sich um die namensgebenden Flüsse Hida und Kiso.